# La calle sin sol
La calle sin sol es una película española de 1948 dirigida por Rafael Gil sobre guion de Rafael Gil y Miguel Mihura.
La película es uno de los mejores trabajos de Rafael Gil, apoyado en la ligera ironía de Mihura que aportó un realismo y una naturalidad influenciadas por el neorrealismo italiano, aunque es necesario apuntar que la escena de los pobres reunidos para tomar cada mañana el único rayo de sol que daba en la calle sin sol, es anterior a la escena que aparece en Milagro en Milán.
En esta película se puede apreciar una fotografía particular en cuanto al juego de luces y sombras y los encuadres. Obtuvo el premio a mejor argumento original por parte del Círculo de Escritores Cinematográficos en el año 1949.

## Reparto
Amparo Rivelles, Antonio Vilar, Manolo Morán, Alberto Romea, Fernando Fernández de Córdoba, Ángel de Andrés, Irene Caba Alba, Julia Caba Alba, Félix Fernández, José Prada, Mary Delgado.

## Sinopsis
Un hombre llega a Barcelona huyendo de la justicia. Se refugia en una pensión del barrio chino y se enamora de Pilar, la sobrina del dueño. Al cometerse un asesinato en el barrio, recaen las sospechas en este hombre de oscuro pasado. Pilar confía en su inocencia e intenta defenderlo buscando la verdad, pero las circunstancias parecen ir contra él.

## Premios
| Año  | Categoría                | Nominado      | Resultado |
| ---- | ------------------------ | ------------- | --------- |
| 1948 | Mejor argumento original | Miguel Mihura | Ganador   |